# Pivdenne (Donetsk)
Pivdenne (en ucraniano: Південне; en ruso: Пивденное, romanizado: Pivdénnoye) es un asentamiento de tipo urbano ucraniano perteneciente al óblast de Donetsk. Situado en el este del país, forma parte del raión de Bájmut y del municipio (hromada) de Toretsk.

## Toponimia
Durante la era soviética y hasta 2016, cuando se cambió su denominación de acuerdo con las leyes de descomunización de Ucrania, se llamaba Léninske (en ucraniano: Ленінське; en ruso: Ленинское, romanizado: Lenínskoye). El nombre anterior era un homenaje al Lenin.

## Geografía
Pivdene está a orillas del río Zalizna, 9 km al este de Toretsk y 42 km al norte de Donetsk.

## Historia
Pivdenne originalmente se llamaba Chigari (en ruso: Чигари). A partir de 1957, el lugar se renombró como Leninske y se le dio el estatus de asentamiento urbano.
La guerra del Dombás, que comenzó a mediados de abril de 2014, ha provocado bajas tanto civiles como militares en Pivdenne. En principio, el asentamiento estuvo dividido por la línea de demarcación (la occidental bajo el control ucraniano y la oriental, bajo el control de la autoproclamada República Popular de Donetsk). El 17 de mayo de 2018, las fuerzas ucranianas retomaron el asentamiento bajo su control. El 21 de mayo, dos militares ucranianos murieron y otros cuatro resultaron heridos en el asentamiento. El 19 de mayo de 2016, en el curso de la descomunización de Ucrania, el sitio se renombró como Pivdenne.
El asentamiento fue atacado por las fuerzas rusas tras la invasión rusa de Ucrania de 2022. Rusia afirmó haber tomado todo el asentamiento el 30 de julio de 2024.

## Demografía
La evolución de la población de Pivdenne entre 1926 y 2022 fue la siguiente:
| 5654                                                          | 4352 | 3588 | 2733 | 1951 | 1637 | 1598 | 1535 | 1404 |
| (Fuente: Cities & Towns of Ukraine y UKRAINE: Größere Städte) |      |      |      |      |      |      |      |      |

Según el censo de 2001, la lengua materna de la mayoría de los habitantes, el 95,54%, es el ruso; del 4,31% es el ucraniano.